# Alissas
Alissas ist eine französische Gemeinde mit 1485 Einwohnern (Stand 1. Januar 2022) in der Region Auvergne-Rhône-Alpes. Sie liegt im Département Ardèche. Ihre Bewohner werden Allissains und Allissaines genannt.

## Geographie
Die Gemeinde befindet sich im Hügelland westlich der Rhone, im Becken von Privas. Sie liegt 30 km westlich von Montélimar und 5 km von Privas entfernt. Nachbargemeinden sind Privas und Chomérac. Im Norden wird die Gemeinde vom Plateau des Gras umschlossen, im Süden von den Hängen des Massif du Coiron. der Fluss Payre durchquert das Gemeindegebiet.

## Geschichte
Die Geschichte von Alissas geht bis auf das Jahr 1281 zurück. Damals trug das Dorf noch seinen okzitanischen Namen Alissacio.
Infolge der Religionskriege musste das Dorf Plünderungen und Brandanschläge von militärischen Gruppen hinnehmen, die den Ort als Garnison in alle Richtungen durchquerten. Dabei wurde auch die Kirche im 16. Jahrhundert verwüstet und beschädigt. Im 17. und 18. Jahrhundert wurde die Gemeinde Zentrum von Gerberei und Seidenverarbeitung in der Region.

### Bevölkerungsentwicklung
| Jahr                       | 1962 | 1968 | 1975 | 1982 | 1990 | 1999 | 2006 | 2016 |
| Einwohner                  | 561  | 508  | 478  | 618  | 720  | 1026 | 1147 | 1479 |
| Quellen: Cassini und INSEE |      |      |      |      |      |      |      |      |

## Sehenswürdigkeiten
Alissas ist ein pittoresker Ort mit verzweigten Gassen und Häusern aus schwarzem Basalt. Kleine Brücken überspannen den Fluss in der Mitte des Dorfes. Springbrunnen und Waschbecken sowie die Kirche sind bereits aus dem 19. Jahrhundert gut erhalten geblieben. Den schönsten Ausblick über das Gemeindegebiet hat man beim Panorama de la Vierge auf einem felsigen Vorsprung über dem Kirchplatz. Nicht weit davon entfernt befindet sich die Cascade de Gournier.